# Орлята Чапая
«Орлята Чапая» — советский фильм 1968 года режиссёра Георгия Победоносцева. Фильм для детей о подвигах юных чапаевцев.

## Сюжет
1918 год. Гражданская война. Полк красного командира Кострова, входящий в состав Чапаевской дивизии, в неравном бою с белыми понёс большие потери. Даже донесение комдиву написать было некому — погиб писарь. И тут кто-то вспомнил о грамотном пареньке из соседней деревни. Так Ваня Афанасьев попал в дивизию Чапая и вскоре стал отличным разведчиком и всеобщим любимцем, быстро сдружился с ординарцем командира полка — своим сверстником мальчуганом Лёшкой, уже героически проявившим себя пулемётчиком.
Случайно Ваня узнаёт, что Лёшка — это девочка Лена… Такое инкогнито порождает целый ряд забавных ситуаций, из которых Лёшка-Лена выходит с честью благодаря помощи Вани.

История 12-летней белоголовой и нежной девочки Ленки, которая переоделась мальчишкой и стала отчаянным, лихим и чуть грубоватым Лёшкой, бойцом одного из полков прославленной Чапаевской дивизии, кажется почти невероятной. Идёт трудный 1918 год, и бойцы, мечтая о мире, о новой, счастливой жизни, собирают все силы для отпора врагу. А Ленка-Лёшка, не боящийся ровным счетом ничего на свете (кроме того, что его «разоблачат» и вернут домой), успевает в фильме многое, и, в первую очередь, он помогает своей родной дивизии отчаянным по смелости разведывательным рейдом.

Фильм о раннем мужании ребят, сверстников героической гражданской войны, ещё один фильм о юных патриотах, не уступавших взрослым в личной храбрости и в ненависти к «белякам».— «Спутник кинозрителя», 1969 год

### Реальная основа
Сюжет фильма имеет реальную основу — в Чапаевской дивизии служили юные бойцы: 14-летний Петя Козлов, 13-летняя Лида Ягунова по прозвищу «Чапаёнок» и 12-летний Миша Гаврилов, совершивший подвиг в июне 1919 года при обороне Уральска и посмертно награжденный высшей наградой — Орденом Красного Знамени. Консультант фильма один из них — П. Ф. Козлов.

## В ролях
- Владимир Петухов — Ваня Афанасьев
- Елена Кащеева — Лёшка, ординарец комполка / Ленка
- Юрий Кузьменков — Степан Михайлович Костров, красный командир
- Иван Рыжов — Уграй, комиссар
- Игорь Сретенский — начальник штаба
- Евгений Красавцев — начальник кавалерии
- Валерий Прохоров — Дергачёв, чапаевец
- Виктор Проскурин — Витька, чапаевец
- Аркадий Трусов — дядя Семён
- Александр Гречаный — дядя Игнат
- Алексей Чернов — Данилыч, связной красных
- Дмитрий Масанов — Мальцев, подпольщик
- Юрий Померанцев — Виктор Леонидович, режиссер передвижного театра
- Вера Петрова — помещица
- Владислав Баландин — Ожогин
- Надежда Карпушина — эпизод

## Съёмки
Съемки проходили в Крыму, отдельные эпизоды в Москве.
Дебют будущих известных актёров, а тогда студента и школьника — Валерия Прохорова и Виктора Проскурина, из-за съемок в Крыму Проскурину даже пришлось перевестись в Ялтинскую школу.

## Критика
Кинокритик Раиса Зусева в журнале «Спутник кинозрителя» за май 1969 года отметила исполнение главной роли Леной Кащеевой:

Маленькая исполнительница сумела решить по-настоящему сложную актерскую задачу: ее Леночка — трогательна, а Лешка — лих, умен и по-воински собран.
Журналом «Искусство кино» было отмечено, что сложная задача показа темы детской аудитории, выдвигающая особые требования к фильму, авторами была в целом решена: «непростой смысл стал доступен юной аудитории», и «авторам удалось тактично удержаться на живой грани между легендой и ушедшим реальным бытом», изображаемые события даны понятно и волнующе для нынешнего маленького зрителя, однако, при этом использованы не все возможности:

Перед нами откровенная реминисценция классического сюжета о «кавалер-девице», только перелицованная для маленьких зрителей. То, что «Орлята Чапая» сознательно рассчитаны на них, сомнений не вызывает. Другое дело, что, точно обозначив возрастной адрес зрителя, создатели фильма во всем остальном не смогли подняться выше вполне заурядного уровня. А тема позволяла надеяться на большее!— «Искусство кино», 1971
Фильм сравнивался с недавно вышедшим фильмом «Гусарская баллада», и был отмечен новаторский ход сценаристов — сделать героиней маленькую девочку:

Русская военная история знает много легенд о храбрых «амазонках» — воительницах, сражавшихся под мужскими именами наряду с бывалыми солдатами. До сих пор на такие подвиги с переодеваниями отваживались главным образом совершеннолетние. А вот авторы фильма «Орлята Чапая» рассказали нам о 13-летней девочке, которая, сражаясь в годы гражданской войны в одном из чапаевских отрядов, так органично вошла в роль ординарца Лешки, что, когда ей (то есть Лешке) приходится надевать «девчачье» платье, все покатываются со смеху.— «Советский экран», 1969 год
При этом по первоначальному замыслу авторов сценария основным героем фильма была именно девочка Лена, но для реалистичности авторы отступили от замысла, сделав главным героем Ваню, что, по мнению Ю. А. Лукина, негативно сказалось на фильме — зритель не понимает некоторых сюжетных ходов и характеров героев:

Почему же не мог получиться на экране образ Лены? Прежде всего авторы сценария совершили драматургическую ошибку: они, наметив схему образа, не развили ее, не сумели придать ей необходимого жизненного наполнения.
Также критикой отмечена музыка композитора к фильму Валерия Петрова:

Серьезная творческая удача композитора — музыка к фильму «Орлята Чапая». Она примечательна многоплановостью, «многожанровостью» симфонически развитых образов.— «Советская музыка», 1972 год

## Интересный факт
Тренер футбольной команды «Спартак» Николай Старостин придя на тренировку после просмотра фильма, обозвал футболистов «Орлята Чапая», из-за чего получил прозвище «Чапай».